# Route européenne 54
Pour les articles homonymes, voir E54 et Route 54.
La route européenne 54 (E54) est une route reliant Paris (France) à Munich (Allemagne) en passant par Troyes et Mulhouse (France).

## Tracé

### France
En France, la route européenne 54 relie Paris à Ottmarsheim en passant par Troyes et Mulhouse. Elle se confond avec :
- autoroute A4 de Paris à Saint-Maurice ;
- autoroute A86 de Saint-Maurice à Créteil ;
- route nationale 406 de Créteil à Bonneuil-sur-Marne ;
- route nationale 19 de Bonneuil-sur-Marne à Brie-Comte-Robert ;
- autoroute A105 de Brie-Comte-Robert à Melun ;
- autoroute A5 de Melun à Marac en passant par Sens et Troyes ;
- autoroute A31 de Marac à Langres ;
- route nationale 19 de Langres à Belfort en passant par Vesoul ;
- autoroute A36 de Belfort à Ottmarsheim en passant par Mulhouse.

### Allemagne (de Neuenburg à Klettgau)
La route européenne 54 traverse une première fois l’Allemagne, où elle relie Neuenburg à Klettgau en passant par Waldshut-Tiengen. Elle se confond avec :
- Bundesautobahn 5 de Neuenburg à Weil am Rhein ;
- Bundesautobahn 98 de Weil am Rhein à Rheinfelden ;
- Bundesautobahn 861 dans Rheinfelden ;
- Bundesstraße 34 de Rheinfelden à Bad Säckingen ;
- Bundesautobahn 98 de Bad Säckingen à Laufenburg ;
- Bundesstraße 34 de Laufenburg à Waldshut-Tiengen ;
- Bundesautobahn 98 de Waldshut-Tiengen à Lauchringen ;
- Bundesstraße 34 de Lauchringen à Klettgau.

### Suisse
En Suisse, la route européenne 54 relie Trasadingen à Thayngen en passant par Schaffhouse. Elle se confond avec :
- route principale 13 de Trasadingen à Neuhausen am Rheinfall ;
- route principale 4, route principale 13, route principale 14 de Neuhausen am Rheinfall à Schaffhouse ;
- autoroute A4 pour traverser Schaffhouse ;
- route principale 15 de Schaffhouse à Thayngen.

### Allemagne (de Gottmadingen à Munich)
La route européenne 54 traverse une seconde et dernière fois l’Allemagne, où elle relie Gottmadingen à Munich en passant par Friedrichshafen. Elle se confond avec :
- Bundesautobahn 81 de Gottmadingen à Singen ;
- Bundesautobahn 98 de Singen à Stockach ;
- Bundesstraße 31n de Stockach à Überlingen ;
- Bundesstraße 31 de Überlingen à Weißensberg en passant par Friedrichshafen ;
- Bundesautobahn 96 de Weißensberg à Munich en passant par Memmingen et Landsberg am Lech.